# Manuel García Banqueda
Manuel García Banqueda (Santiago, Chile; 1803-íb.; 4 de mayo de 1872), fue un militar y político chileno.
Fueron sus padres Antonio García, Alférez de los Dragones de la Reina y Juana Banqueda. Se casó con Dolores Carmona Fonseca y tuvieron familia.

## Vida militar
En el año 1817 se incorporó como cadete en la Escuela Militar que creó Bernardo O'Higgins ese año. 
Concurrió a la batalla de Maipo y mereció un escudo de honor. 
Desde 1820 hasta 1824, hizo la campaña de Valdivia y luego la de Chiloé. 
Después de una segunda campaña a Valdivia, volvió a Chiloé y participó en la toma del castillo de Roquecura y la acción de Bellavista. 
Fue ascendido a capitán y se incorporó al batallón Maipo. 
Realizó tres expediciones contra los mapuches de Mariluán y en el año 1828 fue destinado al cantón del Maule, para combatir a los Pincheira. 
Trató de ayudar y defender a Portales, cuando ocurrió el motín de Quillota, durante la guerra contra la Confederación Perú-Boliviana. 
En 1838 formó el ejército restaurador del Perú, al mando de Blanco Encalada y participó también en la segunda campaña, a las órdenes de Bulnes. Comandaba el batallón Portales. Peleó en la portada de Guías, en la retirada de Chiquián, en el puente de Buin y en la batalla de Yungay; después de esta batalla, obtuvo como premio el grado de coronel, el abono de un año de servicio y dos medallas de oro, una del Perú y la otra de Chile. 
En 1855 ascendió a general de brigada y en 1862, a general de división. 
Peleó en Loncomilla a favor del Gobierno y en el año 1859 fue nombrado general en jefe de la expedición que operó sobre Talca; puso sitio a esa plaza y la rindió el 21 de febrero. 
Fue un leal y convencido sostenedor del Gobierno y del principio de autoridad.

## Comandante del Regimiento de Infantería n.º 1 Buin
El 20 de abril de 1851 el Regimiento Valdivia se subleva dentro de los hechos de la llamada Revolución de 1851. 3 días después de esta sublevación (23 de abril) el regimiento fue disuelto y reorganizado, por mandato de don Manuel Montt bajo el nombre del Regimiento de Infantería n.º 1 «Buin». Por consejo del expresidente Manuel Bulnes, se designó como comandante al coronel Manuel García Banqueda, quien ya estaba retirado del ejército.

En el año 2010 el Ejército de Chile contactó a los descendientes de don Manuel García y solicitó sus restos, que yacían en el Cementerio General de Santiago.Fue así que el 6 de diciembre de 2010 y con motivo de la celebración del bicentenario del Regimiento de Infantería n.º 1 «Buin», se llevó a cabo una ceremonia en donde se depositaron sus restos en un memorial que lleva por título "El regimiento Buin a sus héroes", en el patio del regimiento.

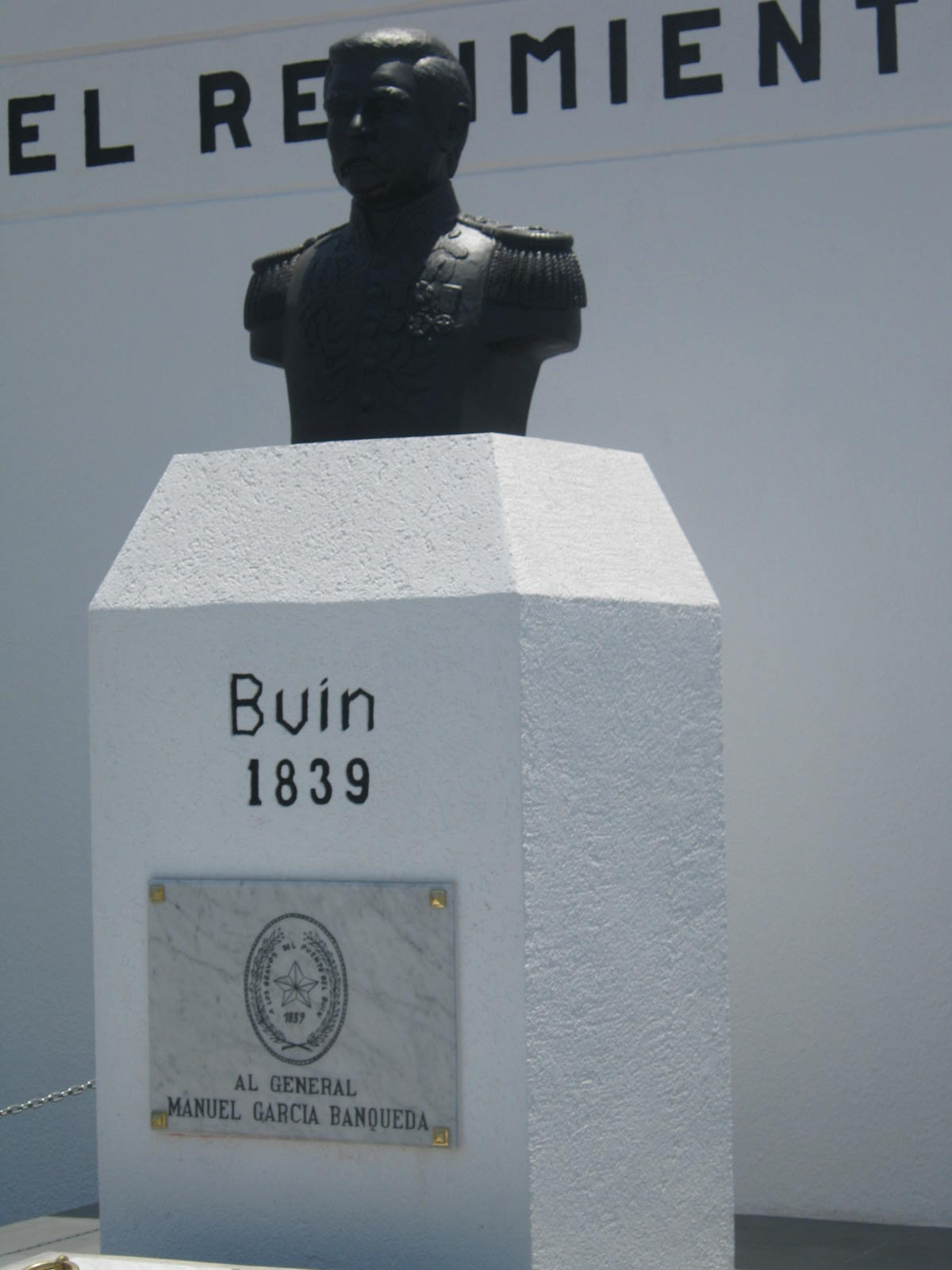
Monumento donde, desde el año 2010 descansan los restos del General Manuel García Banqueda, en el interior del Regimiento Buin

## Ministro del presidente Montt
El presidente Manuel Montt Torres lo nombró ministro de Guerra y Marina, por Decreto de 29 de septiembre de 1857, cargo que ocupó hasta los inicios del gobierno del presidente José Joaquín Pérez Mascayano, 9 de julio de 1862. Es decir, ocupó el cargo durante todo el período presidencial de don Manuel Montt.

## Vida política
Fue elegido diputado propietario por Rancagua, período 1834 a 1837; integró la Comisión Permanente de Guerra y Marina. Y fue también fue elegido diputado suplente por Chillán.
Diputado suplente por Valparaíso, periodo 1840 a 1843; no tuvo ocasión de reemplazar al diputado propietario. 
Diputado propietario por Santiago, período 1852 a 1855; integró la Comisión Permanente de Guerra y Marina. 
Nuevamente electo diputado propietario, pero por Concepción, período 1855 a 1858; continuó integrando la Comisión Permanente de Guerra y Marina. 
Electo diputado propietario por San Carlos, período 1858 a 1861. 
Diputado propietario por Santiago, período 1861 a 1864; optó por Santiago, habiendo sido elegido también diputado propietario por Concepción. 
Dejó de existir en Santiago, el 4 de mayo de 1872.

## En la literatura
Manuel García es el protagonista de la novela histórica Se las echó el Buin del autor chileno Jorge Inostrosa Cuevas.
| Predecesor: José Francisco Gana | Ministro de Guerra y Marina 29 de septiembre de 1957 - 9 de julio de 1862 | Sucesor: Marcos Maturana |